# Hustlin' (Rick Ross)
Hustlin' è il singolo di debutto del rapper Rick Ross, pubblicato nel 2006 ed estratto dall'album Port of Miami.
Il brano ha ottenuto un buon successo in patria permettendo di trainare l'album Port of Miami, al debutto in prima posizione nella Billboard 200. Hustlin risulta essere il maggiore successo da solista del rapper.

## Descrizione
Nel brano il rapper parla di malavita di Miami e di sue esperienze con il narcotraffico di cocaina.

## Classifiche
| Classifica (2008)                    | Posizione massima |
| ------------------------------------ | ----------------- |
| Stati Uniti                          | 54                |
| U.S. Billboard Hot R&B/Hip-Hop Songs | 11                |